# 季論21
『季論21』（きろんにじゅういち）は、本の泉社から刊行されていた季刊のオピニオン誌（総合雑誌）。編集長は新船海三郎。憲法、政治問題、歴史認識、教育問題、民主主義、文化・芸術など広く社会問題を取り上げた論説を掲載したほか小説やグラビアページも充実していた。創刊は2008年夏号。2020年秋号で通巻50冊をもって廃刊した。